# Der Journalist
Der Journalist (russisch Журналист) ist ein Film des sowjetischen Regisseurs Sergei Gerassimow aus dem Jahre 1967. Auf dem Filmfestival in Moskau erhielt er den Großen Preis. Der Film besteht aus zwei Teilen.

## Handlung
Im ersten Teil betitelt Begegnungen reist Juri Aljabjew, ein erfolgreicher Journalist, von Moskau zu einer kleinen Stadt im Ural, weil eine gewisse Anikina, eine Frau, die in der Stadt lebt, Klagen über die lokalen Behörden schreibt, die sie der Schwelgereien und der Annahme von Bestechungsgeld beschuldigt. In der Stadt Aljabjew trifft er Schura Okajemowa, ein hübsches Mädchen, das in einer lokalen Fabrik arbeitet. Angezogen durch Schuras Intelligenz und Schönheit Aljabjew versucht er sie zu verführen, aber Schura weist ihn zurück. Aljabjew verlässt seinen Aufenthaltsort und reist zunächst nach Moskau, dann aus beruflichen Gründen nach Paris.
Der zweite Teil (Garten und Spring) erzählt Aljabjews Leben in Paris. Dort trifft er Annie Girardot, besucht eine Probe von Mireille Mathieu und hat umfangreiche Diskussionen mit einem amerikanischen Journalisten, einem neuen Freund, den er von den Vorteilen der sowjetischen Lebensart zu überzeugen versucht.
Aljabjew kehrt von Paris nach Moskau zurück und fährt erneut in die Stadt im Ural. Er konnte Schura nicht vergessen und möchte den Kontakt zu ihr wieder aufnehmen. Nach seiner Ankunft findet er heraus, dass Anikina den lokalen Behörden Briefe schrieb, die Schura einer Liaison mit ihm beschuldigten. Die Komsomol-Sitzung entschied daraufhin, Schura habe in ein Wohnheim ihrer Fabrik umzuziehen. Aljabjew findet Schura dort und macht ihr eine Liebeserklärung. Sie entscheiden sich zu heiraten.

## Auszeichnungen
Großer Preis auf dem Internationalen Filmfestival Moskau (1967)